# 梶本一花
梶本 一花（かじもと いちか、2004年3月7日 - ）は、日本の女子競泳選手。大阪府出身。2025年世界水泳選手権のオープンウォータースイミング競技の女子5kmで史上初となる銅メダルを獲得し、3kmノックアウトスプリントで金メダルを獲得した。

## 経歴
枚方市立五常小学校・枚方市立第四中学校・四條畷学園高等学校卒、同志社大学スポーツ健康科学部在学中。
2023年4月の第99回日本選手権水泳競技大会で800m自由形、400m個人メドレーで3位。同年の世界水泳選手権で代表に初めて選出され、オープンウォータースイミングの5kmで14位、男女混合4✕1500mリレーで7位入賞を果たした。
2024年世界水泳選手権の400m自由形で10位、800m自由形で6位入賞、1500m自由形で13位、400m個人メドレーで8位入賞、10kmで21位と2種目で入賞した。
第100回日本選手権水泳競技大会では400m・800m・1500m自由形で三冠を達成し、世界水泳選手権代表に内定。2025年世界水泳選手権では10kmで日本男女史上初となる8位入賞を果たし、5kmでは日本オープンウォータースイミング初となる銅メダルを獲得した。さらに3kmノックアウトスプリントでも日本初のオープンウォータースイミングでの金メダルを獲得した。